# Yap
Yap szigete a Csendes-óceánon a Mikronéziai Szövetségi Államok része. A sziget rendelkezik repülőtérrel. Yap szigetén "yapi" nyelven beszélnek, mivel a lakosság túlnyomó része őslakó.

## Földrajza
Többnyire dombos, sűrű növényzettel. Szárazföldi határa egy országgal sincs, de viszonylag közel van hozzá Palau, Guam és az Észak Mariana-szigetek.

## Kőpénzek
Yap szigete a kőpénzeiről híres. A korong alakú, hatalmas és nehéz „pénzeket” régen kezdetleges fizetőeszközként használták, anélkül, hogy mozgatták volna őket; csak a tulajdonjoguk került át az egyik emberről a másikra.

## Lakosság
A lakosság 11 ezer fő körül mozog. Népsűrűsége 37 fő/km2. Lakossága túlnyomórészt őslakos.

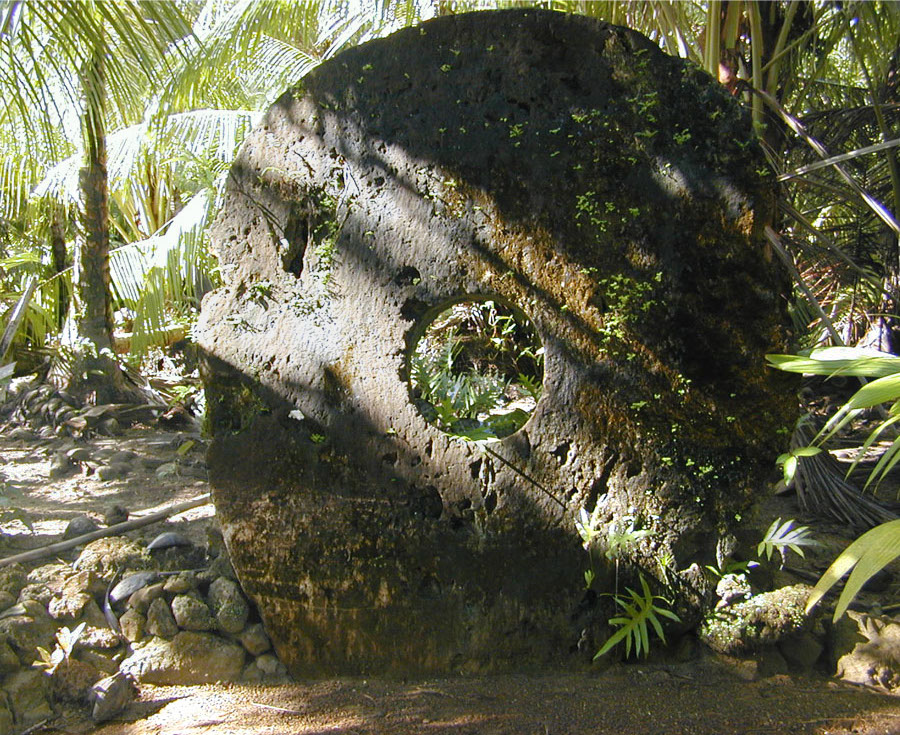
Yap-szigeti mészkő-„érme”